# Сержанин, Вячеслав Михайлович
Вячеслав Михайлович Сержанин (род. 20 февраля 1952, Бирск, Башкирская АССР) — вице-адмирал, начальник береговой охраны ПС ФСБ России (с 2004 до 2006), кандидат военных наук.

## Биография
Родился 20 февраля 1952 года в городе Бирске Башкирской АССР.
В 1974 году окончил Каспийское высшее военно-морское училище им. С. М. Кирова. С 1974 года проходил службу в Дальневосточном пограничном округе.
С 1984 по 1986 год учился в военно-морской академии им. А. А. Гречко и с 1996 по 1998 год — в Военной академии Генерального штаба ВС РФ.
С 1994 по 1996 год — заместитель командующего Тихоокеанским пограничным округом  .
В 1999 год был назначен первым заместителем начальника департамента морской охраны ФПС России.
С 2004 до 2006 год — начальник береговой охраны Пограничной службы ФСБ России.
С 2007 года — Пограничная академия ФСБ России